# متحف بني سويف

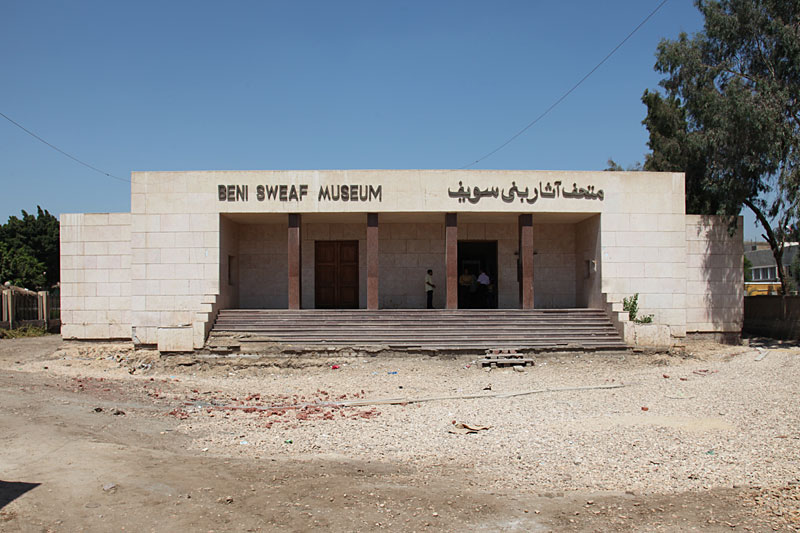
مَدخل متحف بني سويف.

متحف بني سويف يقع في مدينة بني سويف عاصمة المحافظة التي شهدت بعض الفترات الهامة من تاريخ مصر ولا تزال تحتفظ بالعديد من المواقع الأثرية الهامة مثل إهناسيا، ميدوم، الرقة، دشاشة، أبو صير الملق .
افتتح المتحف عام 1997 يتكون من طابقين، يضم الأول منهما الآثار المصرية التي عثر عليها في المواقع الأثرية بالمحافظة ابتداء من عصور ما قبل التاريخ وعلى امتداد العصر الفرعوني وطوال العصرين اليوناني والروماني .
أما الطابق الثاني فيشمل الآثار القبطية والإسلامية وبعض مقتنيات أسرة محمد علي . ومن أهم مقتنيات العصر الفرعوني مجموعة تماثيل لملوك وآلهة وأفراد ولوحات جنائزية وتوابيت آدمية وأواني للأحشاء أي أواني كانوبيه وتمائم . ومن العصرين اليوناني والروماني مجموعة تماثيل لأفراد وآلهة ولوحات جنائزية .
ومن الآثار القبطية بعض الأيقونات وأدوات معدنية وخشبية ونماذج من النسيج القبطي . ومن الآثار الإسلامية مشكاوات وأبواب خشبية ومخطوطات . ومن مقتنيات أسرة محمد علي تعرض أنواع مختلفة من القاشاني والخزف وأسلحة وملابس .